# Gymnothorax
Gymnothorax är ett släkte av fiskar. Gymnothorax ingår i familjen Muraenidae.

## Dottertaxa tillGymnothorax, i alfabetisk ordning[1]
- Gymnothorax afer
- Gymnothorax albimarginatus
- Gymnothorax angusticauda
- Gymnothorax angusticeps
- Gymnothorax annasona
- Gymnothorax annulatus
- Gymnothorax atolli
- Gymnothorax australicola
- Gymnothorax austrinus
- Gymnothorax bacalladoi
- Gymnothorax baranesi
- Gymnothorax bathyphilus
- Gymnothorax berndti
- Gymnothorax breedeni
- Gymnothorax buroensis
- Gymnothorax castaneus
- Gymnothorax castlei
- Gymnothorax cephalospilus
- Gymnothorax chilospilus
- Gymnothorax chlamydatus
- Gymnothorax conspersus
- Gymnothorax cribroris
- Gymnothorax davidsmithi
- Gymnothorax dorsalis
- Gymnothorax dovii
- Gymnothorax elegans
- Gymnothorax emmae
- Gymnothorax enigmaticus
- Gymnothorax equatorialis
- Gymnothorax eurostus
- Gymnothorax eurygnathos
- Gymnothorax favagineus
- Gymnothorax fimbriatus
- Gymnothorax flavimarginatus
- Gymnothorax flavoculus
- Gymnothorax formosus
- Gymnothorax funebris (grön muräna)
- Gymnothorax fuscomaculatus
- Gymnothorax gracilicauda
- Gymnothorax griseus
- Gymnothorax hansi
- Gymnothorax hepaticus
- Gymnothorax herrei
- Gymnothorax hubbsi
- Gymnothorax intesi
- Gymnothorax isingteena
- Gymnothorax javanicus
- Gymnothorax johnsoni
- Gymnothorax kidako
- Gymnothorax kolpos
- Gymnothorax kontodontos
- Gymnothorax longinquus
- Gymnothorax maderensis
- Gymnothorax mareei
- Gymnothorax margaritophorus
- Gymnothorax marshallensis
- Gymnothorax mccoskeri
- Gymnothorax megaspilus
- Gymnothorax melatremus
- Gymnothorax meleagris
- Gymnothorax microspila
- Gymnothorax microstictus
- Gymnothorax miliaris
- Gymnothorax minor
- Gymnothorax moluccensis
- Gymnothorax monochrous
- Gymnothorax monostigma
- Gymnothorax mordax
- Gymnothorax moringa
- Gymnothorax nasuta
- Gymnothorax neglectus
- Gymnothorax nigromarginatus
- Gymnothorax niphostigmus
- Gymnothorax nubilus
- Gymnothorax nudivomer
- Gymnothorax nuttingi
- Gymnothorax obesus
- Gymnothorax ocellatus
- Gymnothorax panamensis
- Gymnothorax parini
- Gymnothorax phalarus
- Gymnothorax phasmatodes
- Gymnothorax philippinus
- Gymnothorax pictus
- Gymnothorax pikei
- Gymnothorax pindae
- Gymnothorax polygonius
- Gymnothorax polyspondylus
- Gymnothorax polyuranodon
- Gymnothorax porphyreus
- Gymnothorax prasinus
- Gymnothorax prionodon
- Gymnothorax prismodon
- Gymnothorax prolatus
- Gymnothorax pseudoherrei
- Gymnothorax pseudothyrsoideus
- Gymnothorax punctatofasciatus
- Gymnothorax punctatus
- Gymnothorax randalli
- Gymnothorax reevesii
- Gymnothorax reticularis
- Gymnothorax richardsonii
- Gymnothorax robinsi
- Gymnothorax rueppellii
- Gymnothorax sagenodeta
- Gymnothorax sagmacephalus
- Gymnothorax saxicola
- Gymnothorax serratidens
- Gymnothorax shaoi
- Gymnothorax sokotrensis
- Gymnothorax steindachneri
- Gymnothorax taiwanensis
- Gymnothorax thyrsoideus
- Gymnothorax tile
- Gymnothorax undulatus
- Gymnothorax unicolor
- Gymnothorax vagrans
- Gymnothorax walvisensis
- Gymnothorax verrilli
- Gymnothorax vicinus
- Gymnothorax woodwardi
- Gymnothorax ypsilon
- Gymnothorax zonipectis